# Thomas Medland

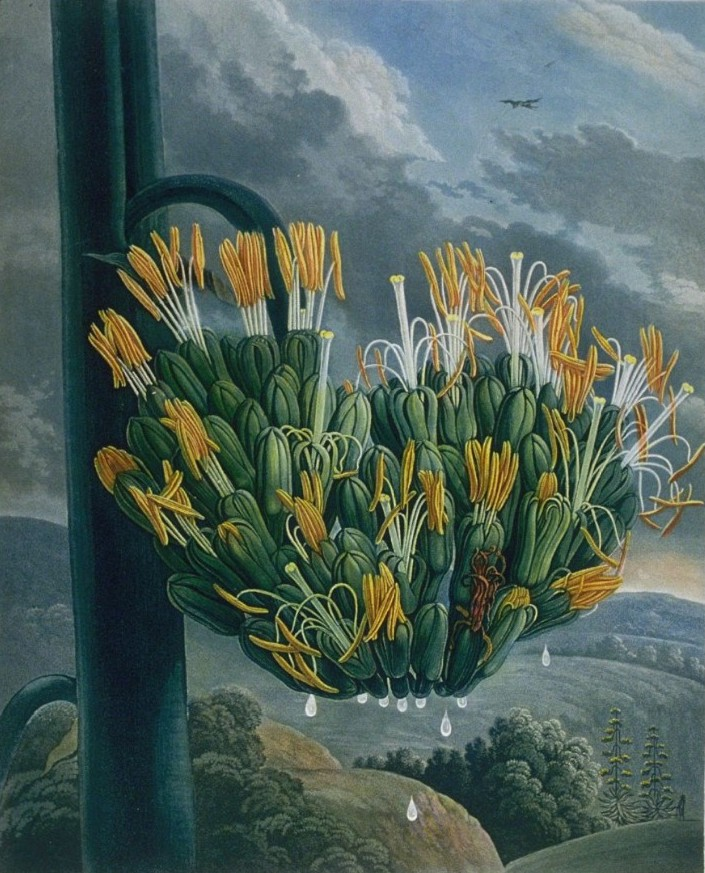
Agave americana
Temple of Flora 1799

Thomas Medland ( ca. 1755 – 1833) fue un grabador, proyectista, y naturalista inglés . Fue maestro de dibujo en el Haileybury College, y expuso en la Royal Academy. Ilustró numerosas obras durante su vida, y fue dibujante y grabador de paisajes de Jorge IV, príncipe de Gales.

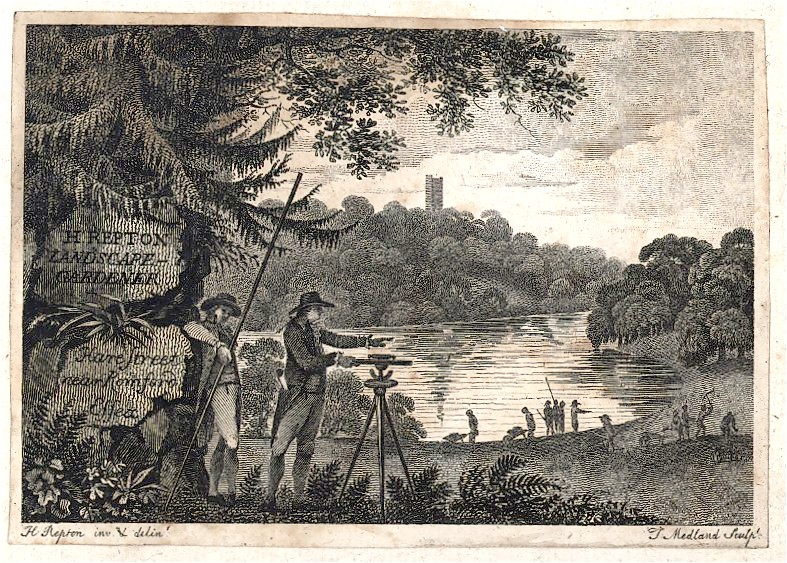
Tarjeta de visita de Humphry Repton (1752-1818)